# Eatoniella pallida
Eatoniella pallida är en snäckart som först beskrevs av Powell 1937.  Eatoniella pallida ingår i släktet Eatoniella och familjen Eatoniellidae. Inga underarter finns listade i Catalogue of Life.